# Coverkill
Coverkill es un álbum de estudio de la banda de thrash metal estadounidense Overkill, lanzado en 1999, consistente en versiones de bandas que influenciaron a la agrupación en sus primeros años. En él se encuentran versiones de Deep Purple, Black Sabbath, Motörhead, Kiss, Judas Priest, Jethro Tull, Ramones, Sex Pistols y Manowar.

## Lista de canciones
1. "Overkill (Live)" (Motörhead) – 4:16
2. "No Feelings" (Sex Pistols) – 2:37
3. "Hymn 43" (Jethro Tull) – 2:59
4. "Changes" (Black Sabbath) – 4:58
5. "Space Truckin'" (Deep Purple) – 4:00
6. "Deuce" (Kiss) – 3:05
7. "Never Say Die!" (Black Sabbath) – 3:24
8. "Death Tone" (Manowar) – 4:24
9. "Cornucopia" (Black Sabbath) – 4:46
10. "Tyrant" (Judas Priest) – 4:00
11. "Ain't Nothin' to Do" (Dead Boys) – 2:13
12. "I'm Against It" (Ramones) – 2:43

## Créditos
- Bobby Ellsworth – voz
- Joe Comeau – guitarra
- Dave Linsk – guitarra
- D. D. Verni – bajo
- Tim Mallare – batería
- Sid Falck - batería
- Andy Katz – productor, ingeniero
- Alex Perialas – mezcla
- Colin Richardson – mezcla